# Black Hole Sun
Black Hole Sun è un singolo del gruppo musicale statunitense Soundgarden, pubblicato il 13 maggio 1994 come terzo estratto dal quarto album in studio Superunknown.
Il singolo rimase per ben sette settimane in cima alla Billboard Mainstream Rock Tracks. Successivamente fu inserito nel best-of del gruppo, A-Sides e nella compilation solista del 2007 di Chris Cornell, The Roads We Choose - A Retrospective.
La canzone è stata premiata per la Miglior interpretazione hard rock ai Grammy Awards 1995.

## Descrizione
La canzone fu composta dal frontman Chris Cornell; egli disse di averla scritta in circa 15 minuti, arrivando alla canzone usando un Leslie Speaker. Kim Thayil disse che questo strumento era perfetto per la canzone perché "è molto beatlesiano e ha un sound molto caratteristico". Chris Cornell disse che scrisse questa canzone dopo aver visto per tutto il giorno film horror. La canzone presenta una accordatura con sesta corda abbassata a Re ("Drop D"); il batterista Matt Cameron dichiarò che la canzone fu una "svolta gigantesca"

## Censura
Dopo gli attentati dell'11 settembre 2001, CC Media Holdings, Inc. aveva inserito il brano nell'elenco delle canzoni non adatte alla trasmissione radiofonica.

## Video musicale
Il video surreale e apocalittico del brano è stato diretto dal regista inglese Howard Greenhalgh.

## Cover
Nel 2005 Paul Anka ha reinterpretato il brano in versione jazz. La reinterpretazione è presente nell'album Rock Swings. Nel 2006 Peter Frampton ha incluso una sua versione del brano nel suo album strumentale Fingerprints, mentre i Copeland ne hanno registrato due diverse per la raccolta dello stesso anno Dressed Up & in Line. La cantante statunitense Anastacia ne ha registrato un'altra per il proprio album di cover rock maschili It's a Man's World, pubblicato nel 2012. Dopo la morte di Cornell nel 2017 hanno reinterpretato il brano Ann Wilson (al Jimmy Kimmel Live!), Ryan Adams, Metallica, Guns N' Roses, Norah Jones e molti altri artisti in concerto in onore al frontman.

## Tracce singolo
Radio Promo CD
Testi e musiche di Chris Cornell.
1. Black Hole Sun – 5:18
2. Black Hole Sun (edit)

European/German CD numero 1
Testi e musiche di Chris Cornell, eccetto dove indicato..
1. Black Hole Sun – 5:18
2. Like Suicide (acoustic) – 6:11
3. Kickstand (live) – 1:58 (Cornell, Kim Thayil)

European CD numero 2
1. Black Hole Sun – 5:18 (Cornell)
2. Jesus Christ Pose (live) (Matt Cameron, Cornell, Ben Shepherd, Thayil)
3. My Wave (live) (Cornell, Thayil)
4. Spoonman (Steve Fisk remix) (Cornell)

UK Box Set
Testi e musiche di Chris Cornell, eccetto dove indicato..
1. Black Hole Sun – 5:18
2. Beyond the Wheel (live)
3. Fell on Black Days (live)
4. Birth Ritual (demo) (Cornell, Cameron, Thayil)

Australian/German CD numero 2
Testi e musiche di Chris Cornell, eccetto dove indicato..
1. Black Hole Sun – 5:18
2. Jesus Christ Pose (live) (Cameron, Cornell, Shepherd, Thayil)
3. Beyond the Wheel (live)

Promo CD
Testi e musiche di Chris Cornell.
1. Black Hole Sun – 5:18
2. Beyond the Wheel (live)
3. Spoonman (Steve Fisk remix)

UK Picture 7", Cassette Single
Testi e musiche di Chris Cornell, eccetto dove indicato..
1. Black Hole Sun – 5:18
2. My Wave (live) (Cornell, Thayil)
3. Beyond the Wheel (live)

French Promo 12"
1. Black Hole Sun – 5:18 (Cornell)

Jukebox 7"
Testi e musiche di Chris Cornell.
1. Black Hole Sun – 5:18
2. Spoonman – 4:06

## Classifiche
| Classifica (1994)             | Posizione massima |
| ----------------------------- | ----------------- |
| Australia                     | 6                 |
| Belgio (Fiandre)              | 37                |
| Canada                        | 5                 |
| Finlandia                     | 13                |
| Francia                       | 10                |
| Germania                      | 26                |
| Irlanda                       | 7                 |
| Nuova Zelanda                 | 22                |
| Paesi Bassi                   | 25                |
| Regno Unito                   | 12                |
| Stati Uniti (alternative)     | 2                 |
| Stati Uniti (mainstream rock) | 1                 |
| Stati Uniti (pop)             | 9                 |
| Stati Uniti (radio)           | 24                |
| Svezia                        | 19                |

## Riconoscimenti
| Rivista      | Paese         | Riconoscimento                            | Anno | Posizione |
| ------------ | ------------- | ----------------------------------------- | ---- | --------- |
| Guitar World | Stati Uniti   | 100 Greatest Guitar Solos                 | 2007 | 63        |
| VH1          | Stati Uniti   | 100 Greatest Songs of the '90s            | 2007 | 25        |
| VH1          | Stati Uniti   | 100 Greatest Hard Rock Songs              | 2008 | 77        |
| Kerrang!     | Regno Unito   | 100 Greatest Singles of All Time          | 2002 | 49        |
| Q            | Regno Unito   | The 1001 Best Songs Ever                  | 2003 | 543       |
| Total Guitar | Regno Unito   | 100 Hottest Guitar Solos                  | 2006 | 56        |
| The Movement | Nuova Zelanda | The 100 (+300) Greatest Songs of All Time | 2004 | 80        |
| The Movement | Nuova Zelanda | The 77 Best Singles of the 90s            | 2004 | 32        |
| Pure Pop     | Messico       | The 100 Best Singles of All Time          | 2003 | 100       |